# Nösberts-Weidmoos
Nösberts-Weidmoos ist ein Ortsteil der Gemeinde Grebenhain im mittelhessischen Vogelsbergkreis. Die Doppelortschaft besteht aus den beiden einander benachbarten, rund 200 m voneinander entfernten, Dörfern Nösberts und Weidmoos.

## Geografie
Nösberts-Weidmoos liegt im südöstlichen Vogelsberg in einer Höhe von 415 m ü. NN. Die gemeinsame Gemarkung von Nösberts-Weidmoos hat eine Größe von 475 ha und erstreckt sich über eine Höhe von 412 bis 486 m über NN. Von ihr sind heute noch 352 ha landwirtschaftlich genutzte Fläche, davon 219 ha Wiesen und 133 ha Ackerland. Die Waldflächen betragen 98 ha, die Ortslage 11 ha und sonstige Flächen wie Wege, Gewässer und überörtliche Straßen 5 ha. Die beiden Dörfer Nösberts und Weidmoos sind durch die Schwarza voneinander getrennt, die etwa 7 km entfernt nahe der Herchenhainer Höhe entspringt und zwischen Zahmen und Blankenau in die Lüder mündet. Nördlich von Nösberts erhebt sich an der Gemarkungsgrenze zu Altenschlirf der 486 m hohe Heerhain. Die tiefste Stelle der Gemarkung ist der Heibelser Grund im Tal der Schwarza an der Gemarkungsgrenze zu Steinfurt.

## Geschichte

### Mittelalter
Die Namen der beiden Orte deuten auf eine Entstehung bereits um 800 im Zusammenhang mit den beginnenden Rodungen und dem Landesausbau im Vogelsberggebiet während des hohen Mittelalters hin. Eindeutige schriftliche Hinweise auf die Existenz der beiden Dörfer stammen jedoch erst aus viel späterer Zeit.
Die älteste erhaltene Erwähnung von Nösberts findet sich in einer Urkunde: „zum Noßwarts“ in einem Weistum über das riedeselische Gericht Altenschlirf-Schlechtenwegen vom 20. November 1480. Weidmoos wird hingegen erst in einem Brief des Crainfelder Pfarrers Ludwig Wagenhausen an den Fuldaer Fürstabt Johann III. vom 13. März 1525 als Wytmaß erwähnt. Zwei Aktenbelege aus dem 16. Jahrhundert nennen 1526 „Nosbers, Waitmos“ und 1573 „Noswers“.
Zwischen 1600 und 1672 wird Weidmoos in einem Salbuch „Wait meß“ genannt.
Der Ortsname Nösberts leitet sich von dem Rufnamen „Nozwart“ ab. Der Grundname „Moos“ wird bei Weidmoos um den althochdeutschen Namen „weidiman“ bzw. den mittelhochdeutschen Beinamen „Weidiman“ erweitert.
Während der Fehde zwischen den Riedeseln und dem Kloster Fulda im Jahr 1467 wurden die riedeselischen Gerichte Schlechtenwegen und Moos verwüstet und dabei auch Nösberts und Weidmoos niedergebrannt. Es dauerte bis zum Beginn des 16. Jahrhunderts, ehe sich die Ortschaften wieder erholt hatten. In diesem Zusammenhang ist vermutet worden, dass Weidmoos ursprünglich wie Nösberts am linken Ufer der Schwarza gestanden habe, wo sich jetzt auch noch der alte Friedhof des Dorfes befindet, und nach der Fehde dann am rechten Ufer an seinem heutigen Platz neu aufgebaut geworden sei.

### Frühe Neuzeit
Vom Zeitpunkt der Ersterwähnung an bis zum Beginn des 19. Jahrhunderts lagen beide Dörfer stets im Herrschaftsbereich der Familie Riedesel und gehörten zum Gericht Schlechtenwegen, dessen Sitz im Jahr 1680 nach Altenschlirf verlegt wurde. In Nösberts und Weidmoos galten die Riedesel’schen Verordnungen als Partikularrecht. Das Gemeine Recht galt nur, soweit diese Verordnungen keine Bestimmungen enthielten. Dieses Sonderrecht behielt theoretisch seine Geltung auch während der Zugehörigkeit zum Großherzogtum Hessen im 19. Jahrhundert, in der gerichtlichen Praxis wurden aber nur noch einzelne Bestimmungen angewandt. Das Partikularrecht wurde zum 1. Januar 1900 von dem einheitlich im ganzen Deutschen Reich geltenden Bürgerlichen Gesetzbuch abgelöst.
Die Kinder aus Nösberts und Weidmoos besuchten zunächst die Schule im Pfarrort Altenschlirf. Erst nach 1782 wurden in beiden Dörfern eigene Schulen gegründet. 1803 baute die Gemeinde Nösberts, 1805 die Gemeinde Weidmoos ein eigenes Schulhaus.

### Neuere Geschichte
Mit der Eingliederung der Herrschaft Riedesel zu Eisenbach in das Großherzogtum Hessen 1806 wurden auch Nösberts und Weidmoos hessisch. Beide Ortschaften wurden zunächst als Teil des Amtes Altenschlirf verwaltet und kamen nach dem Inkrafttreten der neuen hessischen Gemeindeordnung und Kreisordnung 1821 zum Landratsbezirk Herbstein (ab 1825 Landratsbezirk Lauterbach). 1848 wurden Nösberts und Weidmoos vorübergehend in den Regierungsbezirk Alsfeld eingegliedert und gehörten seit 1852 zum Landkreis Lauterbach.
Im Kataster von Weidmoos von 1818 werden 14 Wohnhäuser mit Scheunen und Stallungen, 1 Schulhaus (2 Stockwerke hoch) mit Stallung, 1 Backhaus und ein Hinterhaus mit Stall genannt. Infolge der schlechten Wirtschaftslage wanderten um die Mitte des 19. Jahrhunderts zahlreiche Familien meist nach Amerika aus. In Weidmoos wurden in den Jahren 1843 bis 1851 sieben Bauernhöfe aufgegeben. Weidmoos bestand demnach nur noch als eine kleine Ansiedlung von sieben Höfen. Die Anwesen der Auswanderer wurden in der Mehrzahl von der riedeselischen Standesherrschaft aufgekauft und abgebrochen. Auch das Schulhaus war danach überflüssig geworden. Es wurde um 1855 abgerissen. Alle Orte im Kreis Lauterbach büßten um diese Zeit mehrere Höfe ein, aber nur für Weidmoos waren die Auswirkungen so einschneidend.
Zwischen 1831 und 1857 wurde die Chaussee von Lauterbach nach Gedern gebaut, die auch durch Nösberts führte und die beiden Gemeinden damit erstmals an eine überlokale Verkehrsverbindung anschloss.
Wegen ihrer verhältnismäßig geringen Einwohnerzahl bildeten die beiden Gemeinden Nösberts und Weidmoos eine gemeinsame Bürgermeisterei. Nachdem sich die Zahl der Einwohner im 19. Jahrhundert durch die Auswanderung nach Amerika weiter verkleinert hatte, wurde 1887 ein gemeinsamer Bürgermeistereiverband mit Bannerod und Vaitshain gebildet. Dieser hatte bis 1908 Bestand, danach erhielten Nösberts und Weidmoos wieder einen eigenen Bürgermeister.
Im Deutsch-Französischen Krieg von 1870 bis 1871 hatte die Gemeinde Nösberts einen Gefallenen zu beklagen. Aus dem Ersten Weltkrieg kehrten sechs Männer aus Nösberts und drei Männer aus Weidmoos nicht mehr zurück. Im Zweiten Weltkrieg fielen 17 Nösbertser und fünf Weidmooser als Soldaten. Die nach dem Krieg in beide Dörfer gekommenen Evakuierten und Heimatvertriebenen verloren zwei Angehörige als Gefallene.

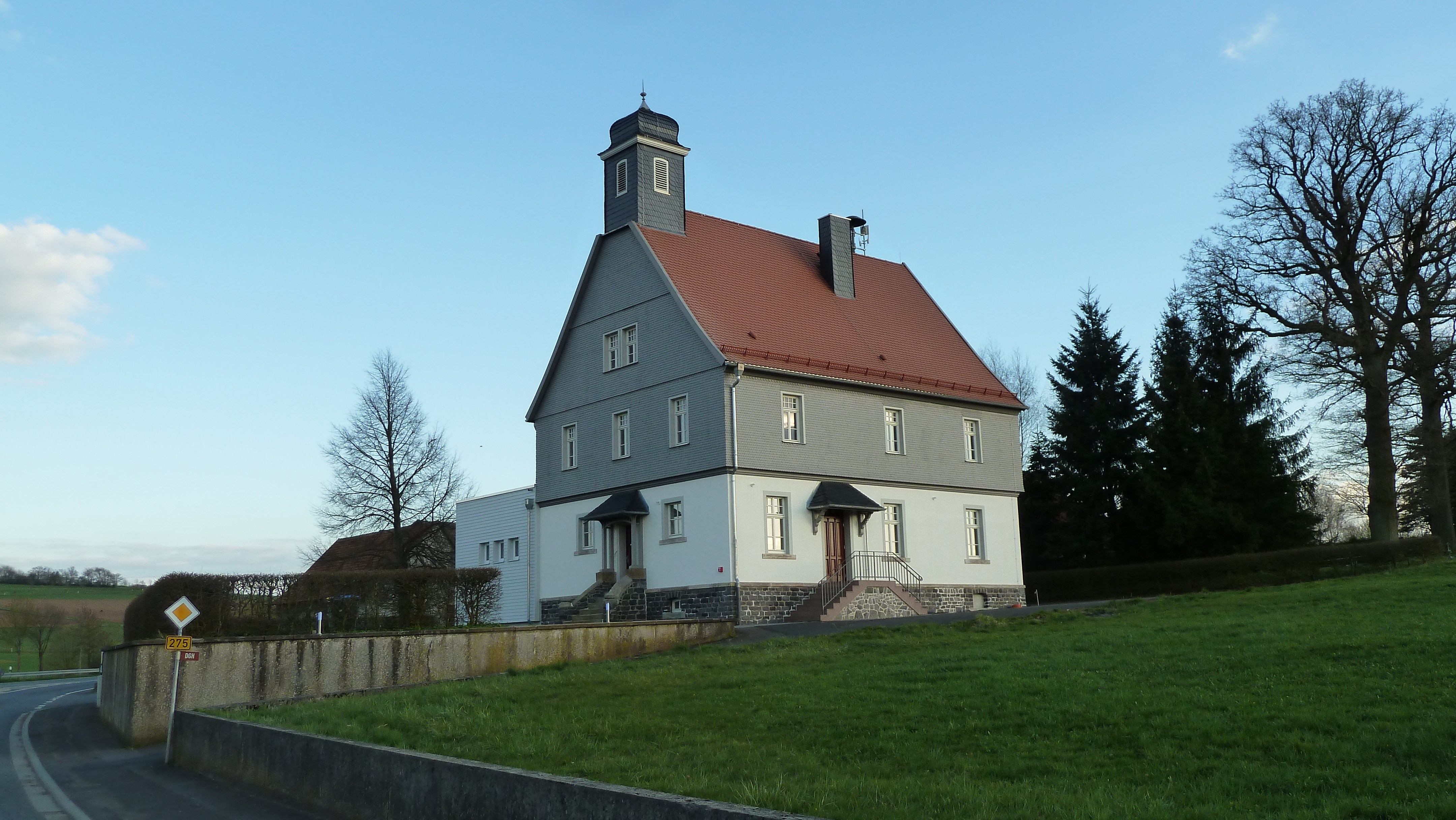
Dorfgemeinschaftshaus in Nösberts (Ehemalige Schule)

1908 baute die Gemeinde Nösberts ein neues Schulhaus, das auch für die Schulkinder aus Weidmoos gedacht war. In den Jahren 1910 und 1911 erhielten Nösberts und Weidmoos eine gemeinsame Wasserleitung, 1923 den Anschluss an das Stromnetz des Überlandwerks Oberhessen. Im Jahr 1901 wurde die Oberwaldbahn zwischen Lauterbach und Grebenhain eröffnet, welche 1906 bis Gedern verlängert wurde. Die Eisenbahnlinie führte oberhalb von Nösberts vorbei, das dort einen eigenen Bahnhof erhielt. Die Nebenbahnstrecke blieb bis 1975 für den Personenverkehr in Betrieb. Der Abbau der Gleise erfolgte 1997.
In der Zeit des Nationalsozialismus wurde am 1. April 1938 der Zusammenschluss der beiden trotz gemeinsamer Bürgermeisterei bis dahin selbstständigen Gemeinden Nösberts und Weidmoos verfügt. Die neue Gemeinde führte fortan den Namen Nösberts-Weidmoos. Der Zusammenschluss wurde auch nach dem Ende des NS-Regimes nicht wieder rückgängig gemacht.
Im Jahr 1953 erfolgte der Bau des Volkshauses in Nösberts als Vorläufer des Dorfgemeinschaftshauses und einer Pumpstation für die Wasserleitung, 1967–1968 der Bau eines neuen Hochbehälters und 1969–1971 der Bau der Ortskanalisation und der neuen Ortsdurchfahrt von Nösberts. Zwischen 1960 und 1970 erfolgte die Neuordnung der Gemarkung Nösberts-Weidmoos durch eine Flurbereinigung. In diesem Zusammenhang wurde 1963 auch der Weidmooser Friedhof aufgelassen. Alle Bestattungen finden seither auf dem Friedhof von Nösberts statt.

### Nösberts-Weidmoos seit der Gebietsreform
Im Zuge der Gebietsreform in Hessen fusionierte die Gemeinde Nösberts-Weidmoos mit zehn benachbarten Gemeinden freiwillig zum 31. Dezember 1971 zur neugebildeten Großgemeinde Grebenhain. Seit dem 1. August 1972 gehört der Ort außerdem zum damals neugebildeten Vogelsbergkreis.
Für die eingegliederten Gemeinden von Grebenhain wurden je ein Ortsbezirk mit Ortsbeirat und Ortsvorsteher nach der Hessischen Gemeindeordnung gebildet.
Nach dem Inkrafttreten der Gebietsreform erfolgten 1981 die Errichtung eines Anbaus an das Dorfgemeinschaftshaus, 1983 der Neubau eines Feuerwehrhauses und 1999–2000 der Bau einer Kläranlage. 2009 erfolgte die Aufnahme von Nösberts-Weidmoos in das hessische Dorferneuerungsprogramm.

### Einwohnerentwicklung
- 1961: 202 evangelische (= 94,39 %), 12 katholische (= 5,61 %) Einwohner[1]

| Nösberts-Weidmoos: Einwohnerzahlen von 1834 bis 2020 | Nösberts-Weidmoos: Einwohnerzahlen von 1834 bis 2020 | Nösberts-Weidmoos: Einwohnerzahlen von 1834 bis 2020 | Nösberts-Weidmoos: Einwohnerzahlen von 1834 bis 2020 | Nösberts-Weidmoos: Einwohnerzahlen von 1834 bis 2020 |
| --- | ---------------------------------------------------- | ---------------------------------------------------- | ---------------------------------------------------- | ---------------------------------------------------- |
| Jahr |                                                      |                                                      |                                                      | Einwohner                                            |
| 1834 | 1834                                                 |                                                      | 210                                                  | 210                                                  |
| 1840 | 1840                                                 |                                                      | 186                                                  | 186                                                  |
| 1846 | 1846                                                 |                                                      | 192                                                  | 192                                                  |
| 1852 | 1852                                                 |                                                      | 131                                                  | 131                                                  |
| 1858 | 1858                                                 |                                                      | 175                                                  | 175                                                  |
| 1864 | 1864                                                 |                                                      | 171                                                  | 171                                                  |
| 1871 | 1871                                                 |                                                      | 168                                                  | 168                                                  |
| 1875 | 1875                                                 |                                                      | 164                                                  | 164                                                  |
| 1885 | 1885                                                 |                                                      | 181                                                  | 181                                                  |
| 1895 | 1895                                                 |                                                      | 180                                                  | 180                                                  |
| 1905 | 1905                                                 |                                                      | 201                                                  | 201                                                  |
| 1910 | 1910                                                 |                                                      | 204                                                  | 204                                                  |
| 1925 | 1925                                                 |                                                      | 215                                                  | 215                                                  |
| 1939 | 1939                                                 |                                                      | 204                                                  | 204                                                  |
| 1946 | 1946                                                 |                                                      | 278                                                  | 278                                                  |
| 1950 | 1950                                                 |                                                      | 259                                                  | 259                                                  |
| 1956 | 1956                                                 |                                                      | 218                                                  | 218                                                  |
| 1961 | 1961                                                 |                                                      | 214                                                  | 214                                                  |
| 1967 | 1967                                                 |                                                      | 206                                                  | 206                                                  |
| 1970 | 1970                                                 |                                                      | 194                                                  | 194                                                  |
| 1990 | 1990                                                 |                                                      | ?                                                    | ?                                                    |
| 2000 | 2000                                                 |                                                      | ?                                                    | ?                                                    |
| 2011 | 2011                                                 |                                                      | 147                                                  | 147                                                  |
| 2015 | 2015                                                 |                                                      | 190                                                  | 190                                                  |
| 2020 | 2020                                                 |                                                      | 158                                                  | 158                                                  |
| Datenquelle: Historisches Gemeindeverzeichnis für Hessen: Die Bevölkerung der Gemeinden 1834 bis 1967. Wiesbaden: Hessisches Statistisches Landesamt, 1968. Weitere Quellen: ; Gemeinde Grebenhain: webarchiv; Zensus 2011 |                                                      |                                                      |                                                      |                                                      |

## Religion
Ursprünglich gehörten Nösberts und Weidmoos zu dem 1011 gegründeten Kirchspiel Crainfeld. 1524 wurden bei der Reformation die im Gebiet der Riedesel zu Eisenbach gelegenen Dörfer des Kirchspiels jedoch von der auf hessischem Gebiet stehenden Mutterkirche abgetrennt und zur eigenständigen Pfarrei Nieder-Moos erhoben. Der damalige Crainfelder Pfarrer Ludwig Wagenhausen protestierte 1525 gegen diesen eigenmächtigen Akt mit einem Schreiben an den damaligen Fuldaer Abt Johann III., in dem auch der Ort Weidmoos zum ersten Mal erwähnt wird. Seine Bemühungen blieben jedoch erfolglos, und das Kirchspiel Nieder-Moos blieb unter der Herrschaft der Riedesel bestehen, die 1528 dort und damit auch in Nösberts und Weidmoos die Reformation einführten. Bis 1672 gehörten beide Dörfer kirchlich zu Nieder-Moos, bevor sie der neu gegründeten Pfarrei Altenschlirf zugeschlagen wurden, zu der sie bis heute gehören. Eine eigene Kirche oder Kapelle hat keine der beiden bis 1945 rein evangelischen Ortschaften jemals besessen.

## Politik
Ortsvorsteher von Nösberts-Weidmoos ist Armin Maul (Stand November 2020).

## Vereine
In Nösberts-Weidmoos bestehen heute folgende Vereine und Vereinigungen (Gründungsjahr in Klammern):
- Freiwillige Feuerwehr Nösberts-Weidmoos (1934)
- Jugendclub Hoher Vogelsberg (1991)
- Kirmesgemeinschaft Nösberts-Weidmoos (1993)
- Backgemeinschaft Nösberts-Weidmoos (2003)

## Kulturdenkmäler
Siehe: Liste der Kulturdenkmäler in Nösberts-Weidmoos

## Wirtschaft und Infrastruktur

### Ansässige Unternehmen
Beide Ortsteile waren von Beginn an durch Landwirtschaft geprägt und sind es heute noch, wenn auch der Anteil derer, die ihren Lebensunterhalt in landwirtschaftlichen Betrieben verdienen, sehr stark zurückgegangen ist und heute die meisten Erwerbstätigen nach außerhalb zur Arbeit pendeln. Ein Schlacht- und Metzgereibetrieb und eine Bauernbrotbäckerei sind in Nösberts ansässig. Dem Fremdenverkehr dient seit 1968 das Reinhold-Juling-Haus als Herberge des BDKJ für Selbstversorgergruppen. Es befindet sich im ehemaligen, baulich stark veränderten, Bahnhofsgebäude von Nösberts direkt am Vulkanradweg und wird vom Bistum Mainz getragen.
In Nösberts befindet sich unmittelbar an der Bundesstraße die Firma Saunalux GmbH Products & Co. KG. Sie produziert und vertreibt Saunas, Infrarotwärmekabinen, Solarien, Dampfbäder, Whirlpools und Massagesessel. Das Unternehmen wurde 1968 unter dem Namen Tylö-Sauna GmbH im ehemaligen Volkshaus in Nösberts gegründet und 1972 vergrößert. 2012 wurde Saunalux durch die in Hefei in der Volksrepublik China ansässige Firma Saunaking Co. Ltd. übernommen und beschäftigt derzeit etwa 80 Mitarbeiter am Standort Nösberts-Weidmoos.

### Verkehr
Durch Nösberts-Weidmoos führt die Bundesstraße 275. Im Jahr 2000 wurde auf der Trasse der ehemaligen Oberwaldbahn der Vulkanradweg eröffnet, der zum Bahnradweg Hessen gehört.

## Persönlichkeiten
- Peter Urban (1941–2013), deutscher Schriftsteller und Übersetzer, wohnte von 1989 bis zu seinem Tod in Weidmoos.[15]